# Wolfgang van den Daele
Wolfgang van den Daele (* 1939) ist ein deutscher Rechtswissenschaftler und Professor Emeritus für Politische Soziologie an der Freien Universität Berlin.

## Leben und Werk
Wolfgang van den Daele studierte Rechtswissenschaft und Philosophie in Hamburg, Tübingen und München. Er wurde zum Doktor der Rechte (Dr. jur.) promoviert. Nach seinem Studium forschte er unter anderem am Max-Planck-Institut zur Erforschung der Lebensbedingungen der wissenschaftlich-technischen Welt in Starnberg. 1987 habilitierte er sich an der Fakultät für Soziologie der Universität Bielefeld, wo er von 1988 bis 1989 Professor für Wissenschaftsforschung und Soziologie war. 
1989 wurde er auf eine Professur für Soziologie an die Freie Universität Berlin berufen und 2004 emeritiert. Seine Schwerpunkte in Forschung, Lehre und Publikationen sind zivilgesellschaftliche Verfahren der Konfliktlösung sowie Bioethik und Biopolitik. Von 1998 bis 2005 war Wolfgang van den Daele außerdem Direktor der Abteilung „Zivilgesellschaft und transnationale Netzwerke“ am Wissenschaftszentrum Berlin für Sozialforschung (WZB).
Von 1985 bis 1987 gehörte er der Enquête-Kommission des Deutschen Bundestages zu Chancen und Risiken der Gentechnologie an, von 1998 bis 2000 war er Mitglied des Ethikbeirates des Bundesministeriums für Gesundheit. 2001 wurde er auf Beschluss des Bundeskabinetts in den Nationalen Ethikrates berufen, dem er bis 2007 angehörte.

## Schriften (Auswahl)
- Das Euthanasieverbot in liberalen Gesellschaften – aus soziologischer Perspektive, in: Caroline von Robertson-von Trotha (Hg.): Tod und Sterben in der Gegenwartsgesellschaft. Eine interdisziplinäre Auseinandersetzung. Nomos Verlagsgesellschaft, Baden-Baden 2008
- Soziologische Aufklärung und moralische Geltung: Empirische Argumente im bioethischen Diskurs, in: Michael Zürn, Herwig Grimm (Hg.): Praxis in der Ethik. Zur Methodenreflexion in der anwendungsorientierten Moralphilosophie. De Gruyter, Berlin 2008
- Vorgeburtliche Selektion. Ist die Pränataldiagnostik behindertenfeindlich?, in: Wolfgang van den Daele (Hg.), Biopolitik. Leviathan Sonderheft Nr. 23, 2005. Wiesbaden: VS Verlag für Sozialwissenschaften,
- als Herausgeber mit Alfred Pühler und Herbert Sukopp: Grüne Gentechnik im Widerstreit. Modell einer partizipativen Technikfolgenabschätzung zum Einsatz transgener herbizidresistenter Pflanzen. VCH, Weinheim u. a. 1996, ISBN 3-527-30080-5
- als Herausgeber mit Friedhelm Neidhardt: Kommunikation und Entscheidung. Politische Funktionen öffentlicher Meinungsbildung und diskursiver Verfahren (= WZB-Jahrbuch. 1996) edition sigma, Berlin 1996, ISBN 3-89404-292-3
- Mensch nach Maß. Ethische Probleme der Genmanipulation und Gentherapie (= Beck'sche schwarze Reihe. Bd. 299). Beck, München 1985, ISBN 3-406-30863-5